# 무제가시쥐
무제가시쥐(Acomys muzei)는 쥐과에 속하는 설치류이다. 탄자니아 동부 아크산맥의 잠베지강 북부 지역의 토착종이다. 종소명(muzei)은 무제가시쥐가 발견된 탄자니아 지명 "무제"(Muze)를 가리키는 라틴어에서 유래했다.